# 이와타촌 (시즈오카현)
이와타촌(일본어: 岩田村)은 일본 시즈오카현의 서부, 이와타군에 속해있던 촌이다. 현재의 이와타시 중심부의 북서쪽, 덴류강 좌안에 해당한다..

## 역사
- 1889년 4월 1일 - 정촌제 시행에 의해 도요다군 이와타촌이 성립하였다.
- 1896년 4월 1일 - 군 개편 의해 이와타군에 속하게 되었다.
- 1955년 3월 31일 - 후쿠로이시에 편입해, 동일 미쓰카와촌은 폐지되었다.

## 교통

### 철도
일본국유철도 후타마타선(현 텐류하마나코 철도 텐류하마나코선)이 촌을 통과하고 있지만 역은 존재하지 않았다. 

## 교통

### 철도
- 고묘전기철도
  - 고묘전기철도선(1928년 - 1936년)

## 참고문헌
- 角川日本地名大辞典 22 静岡県